# Fontaine-Saint-Lucien
Fontaine-Saint-Lucien település Franciaországban, Oise megyében. Lakosainak száma 176 fő (2022. január 1.). Fontaine-Saint-Lucien Abbeville-Saint-Lucien, Bonlier, Guignecourt, Maisoncelle-Saint-Pierre, Muidorge és Oroër községekkel határos.

## Népesség
A település népességének változása:
| Lakosok száma | 147  | 158  | 168  | 168  | 172  | 173  | 175  | 175  | 176  |
|               | 2013 | 2015 | 2016 | 2017 | 2018 | 2019 | 2020 | 2021 | 2022 |